# Instituto Geográfico Militar (Ecuador)
El Instituto Geográfico Militar (IGM), es la agencia cartográfica nacional de Ecuador, que se encarga de la planificación y control de las actividades relacionadas con la cartografía ecuatoriana en apoyo a la defensa, seguridad y desarrollo nacional. Su sede se encuentra en la ciudad de Quito, y está adscrito al Ministerio de Defensa Nacional.

## Historia
El Instituto fue creado por el presidente ecuatoriano Isidro Ayora en 1928, mediante el decreto ejecutivo n.º 163 y bajo el nombre de Servicio Geográfico Militar, adoptando su nombre actual en 1947. En 1978 fue promulgada la Ley de la Cartografía Nacional, en la cual se estableció la misión del instituto de realizar las actividades requeridas para la elaboración de la Cartografía Nacional y del archivo de Datos Geográficos y Cartográficos del país.
De igual forma en el mismo año 1978, mediante decreto No.014. se facultó al Instituto la impresión de documentos valorados y de seguridad como timbres fiscales, sellos postales y toda especie valorada que necesite de seguridades extremas para su emisión.

## Sede
Durante sus primeras décadas de vida funcionó en una casa de la calle Ambato, en el centro histórico de la ciudad de Quito, hasta que se construyó su actual sede de estilo racionalista en la cumbre de una de las colinas orientales de la urbe, en el sector conocido como El Dorado, a la que posteriormente se sumó un moderno planetario. Actualmente funcionan allí, además del Instituto Geográfico Militar, el Instituto Panamericano de Estudios e Investigaciones Geográficas (CEPEIGE), Centro Ecuatoriano de Investigaciones Geográficas (CEDIG), y el Atlas Informatizado de Quito (AIQ).
.